# Zuzana Čaputová
Zuzana Čaputová (født 21. juni 1973) er en slovakisk politiker, advokat og aktivist, der var været Slovakiets præsident siden 2019. Čaputová tiltrådte præsidentembedet 15. juni 2019. Čaputová er den første kvinde til at have præsidentembedet samt den yngste præsident i Slovakiets historie, med en alder på 45 år ved tiltrædelsen.
Hun blev kendt, da hun vandt en sag om åbning af en losseplads, der havde varet i et årti, i hendes hjemby Pezinok. For denne sag modtog hun Goldman Enviornmental Prize i 2016.

## Tidlige liv og uddannelse
Zuzana Strapáková blev født i en arbejderklassefamilie i Bratislava. Hun voksede op i den nærliggende by Pezinok, i hvad der var Tjekkoslovakiet i de første to årtier af hendes liv. Hun har beskrevet sin barndom i et "open-minded hjem".
Hun studerede jura ved Comenius Universitetet i Bratislava, hvor hun graduerede fra dets jurafakultet i 1996. Mellem 1998 og 1999 gennemførte hun kurset "General Management - Management of Change" og i 1999 kurset "ARK - Mediation kursus", akkrediteret af Ministeriet for Uddannelse i Slovakiet.

## Tidlig karriere
Efter afslutningen af sin uddannelse arbejdede Čaputová i Pezinoks lokale administration, først som assistent i den juridiske afdeling og senere som stedfortræder for byens borgmester.
Hun bevægede sig senere ind i nonprofit-sektoren i Open Society Foundations, hvor hun håndterede den offentlige administration og anliggender om misbrugte og udnyttede børn. Derefter arbejdede hun som projektleder hos civilforeningen EQ Klub om lokal samfundsudvikling.
Fra 2001 til 2017 arbejdede Čaputová med Via Iuris, en civil organisation, som advokat siden 2010, og med Greenpeace om kampagneplanlægning. I Pezinok havde hun i mere end ti år været i spidsen for en offentlig kampagne mod godkendelse af en anden losseplads, der ville forværre forurening af jord, luft og vand i byen og de omkringliggende områder. Kampen mod lossepladsen kulminerede i 2013, da Slovakiets Højesteret fastslog, at den nye losseplads var ulovlig og krænkede miljønormer.
Čaputová har kørt sit eget advokatfirma og har forfattet og medforfattet flere publikationer. Hun er medlem af Environmental Law Alliance Worldwide (ELAW), et netværk af miljøadvokater og -jurister.

## Politiske aktiviteter
Čaputová annoncerede i december 2017 sin indmeldelse fremspirende politiske parti Progresívne Slovensko (dansk: Progressivt Slovakiet), og i januar 2018 blev hun valgt som næstformand på partiets første kongres, hvor hun støttede Ivan Štefunko bestræbelser på at sikre repræsentationen af et troværdigt social-liberalt alternativ til det konservative status quo i Slovakiet.  
Som en medstiftende medlem af Progresívne Slovensko, et ikke-parlamentarisk social-liberalt og progressivt parti, tjente hun som næstformand indtil marts 2019, da hun trådte tilbage på grund af hendes kandidatur til Slovakiets præsidentpost. Čaputová var partiets kandidat i det slovakiske præsidentvalg i 2019 og blev valgt som præsident i anden runde efter at have modtaget over 58 % af stemmerne og slog hendes modstander Maroš Šefčovič, næstformand for EU-kommissionen, en uafhængig kandidat der blev støttet af det langt dominerende Smer-SD-parti.

## 2019 præsidentkampagne
På en pressekonference den 29. marts 2018 annoncerede Čaputová officielt sit kandidatur til det slovakiske præsidentskab ved præsidentvalget i 2019. Hendes kandidatur var blevet godkendt af Progresívne Slovensko sammen med partierne SaS og SPOLU, efter at hendes hovedmodstander, Robert Mistrík, trak sig ud af løbet og støttede hende den 26. februar 2019.
Čaputová vandt den første runde af valget den 16. marts 2019, med 40,57 % af stemmerne. Hun besejrede derefter modstanderen, Maroš Šefčovič, med omkring 58 % af stemmerne mod 42 % i anden runde den 30. marts 2019. Valgdeltagelsen ved den anden præsidentvalgrunde var kun på 41,79%, den laveste valgdeltagelse nogensinde for præsidentembedet i Slovakiet. Antallet af stemmer, med hvilke Čaputová blev valgt til præsident, var også det laveste for enhver direkte valgt slovakisk præsident hidtil.

## Politiske holdninger

### Lighed
På sin kampagneside siger Čaputová, at "retfærdighed i Slovakiet ikke altid gælder lige for alle". I overensstemmelse med sine udtalelser under kampagnen planlægger hun at indføre ændringer i Slovakiets politimæssige og retslige system. Hun agiterede politiet til at være en uafhængig institution uden politisk indflydelse, ledet af en upartisk professionel med dokumenteret tjeneste. Hun hævder endvidere, at det er nødvendigt at omdanne anklagemyndigheden til en offentligt forvaltet institution.

### Miljø
Čaputová mener, at miljøbeskyttelse bør omfatte standsning af ulovlig skovrydning, og at 5% af de mest miljømæssigt værdifulde områder bør forblive som en strengt beskyttet zone.

### LGBT rettigheder
Čaputová har udtalt, at hun støtter registrerede partnerskaber for par af samme køn og uddanner offentligheden om disse forhold. I en diskussion arrangeret af SME reflekterede hun på muligheden for adoption af homoseksuelle par: "Jeg foretrækker at barnet har en biologisk mor og en biologisk far. Hvis han skulle vokse op i institutionel pleje, tror jeg, han ville have det bedre med to kærlige væsener, selvom de var af samme køn."

### Abort og reproduktive rettigheder
Čaputová støtter opretholdelsen af status quo vedrørende abort : "Hvis der er en ekstrem situation, og dilemmaet er mellem at beslutte, om man skal vedtage en lovlig norm, der vil inddrage borgernes personlige liv eller overlade det til kvinders ansvar og deres personlige valg, vælger jeg en kvindes ansvar."

## Privatliv
Čaputová er skilt og har to døtre. Hun udøver Zen yoga.

## Priser
For hendes stærke og beslutningsfulde ledelse vedrørende lossepladssagen i Pezinok, blev Čaputová tildelt Goldman Environmental Prize i 2016. Modtagere af denne pris vælges af en international jury og eksperter fra hele verden, der har kendetegnet sig for at have en varig og betydelig indvirkning på miljøbeskyttelse. Goldman-prisen blev leveret til Čaputová i San Francisco. Hendes lange og til sidst triumferende kamp er blevet sammenlignet med den amerikanske Erin Brockovichs. I præmiebeskrivelsen hedder det, at hun blev tildelt for hendes "ubøjelige kamp mod åbning af en losseplads i byen Pezinok, som, hvis den åbnes, vil yderligere forværre potentielle sundhedsfarer og bidrage til byforurening".